# 克里韋奧澤羅
47°56′43″N 30°19′47″E / 47.94528°N 30.32972°E

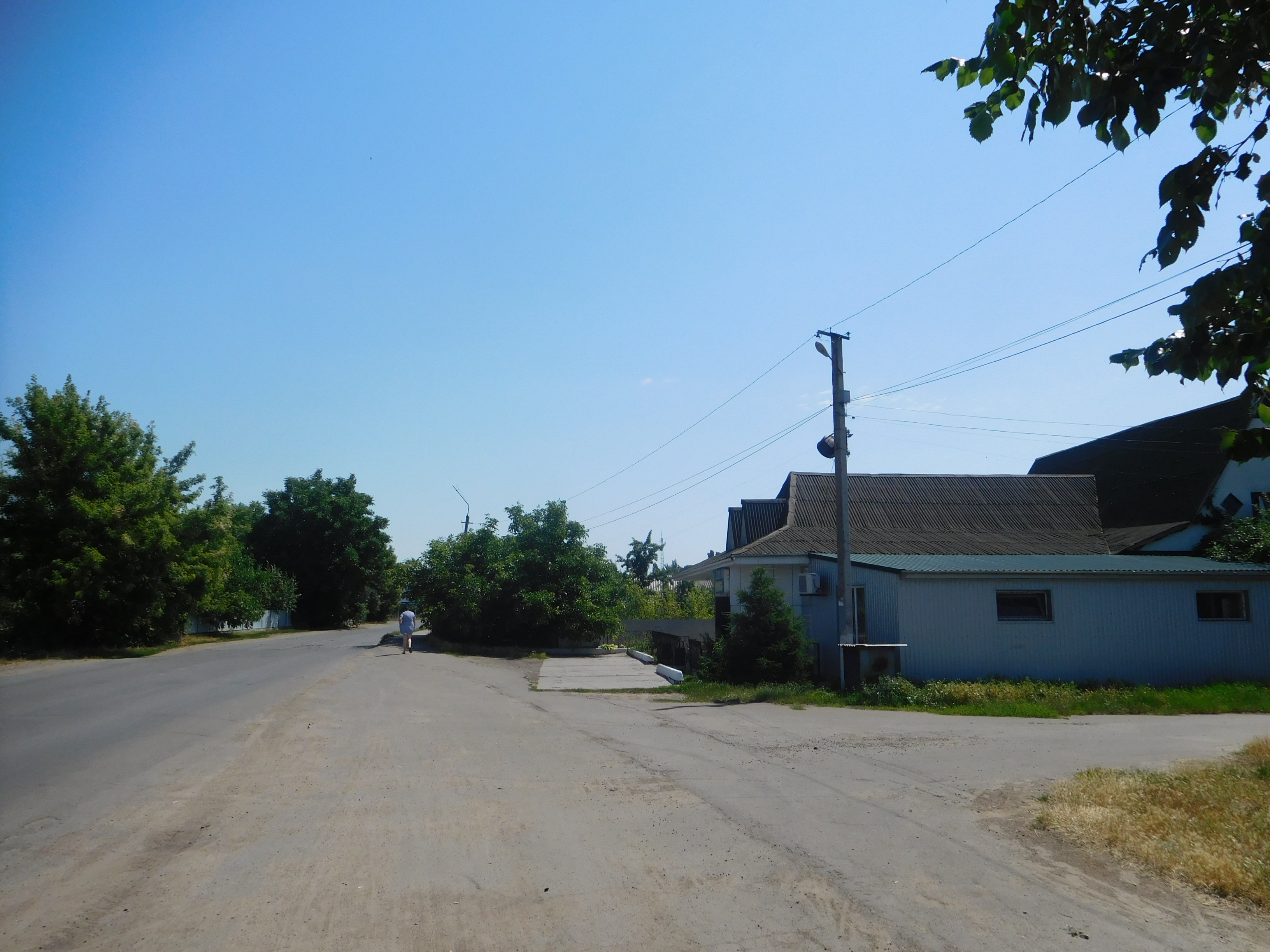
镇内道路

克里韋奧澤羅（羅馬化：Kryve Ozero，直译：「“彎湖”」）是烏克蘭南部尼古拉耶夫州五一城区克里韦奥泽罗市镇的鎮及行政中心，为原克里韋奧澤羅區的行政中心。始建於1762年，面積8.48平方公里，2022年人口7,262，人口密度每平方公里938.44人。